# In den Sümpfen
In den Sümpfen (Originaltitel: Swamp Water) ist ein US-amerikanischer Kriminalfilm aus dem Jahr 1941, der die erste Filmproduktion des französischen Regisseurs Jean Renoir in den USA darstellte. Der Film basiert auf dem Roman Swamp Water von Vereen Bell.

## Handlung
Am lebensgefährlichen Okefenokee-Sumpf zwischen Florida und Georgia, laut dem Intro des Filmes nicht allzu lange Zeit vor 1941: In diesem sehr ländlichen Gebiet lebt der junge Ben Ragan mit seinem autoritären Vater Thursday und seiner jungen Stiefmutter Hannah. Als Bens geliebter Hund im Sumpfgebiet verloren geht, macht er sich gegen den Willen seines Vaters auf die Suche. Dabei stößt Ben im Sumpfgebiet auf einen verwilderten Mann namens Tom Keefer, der seinen Hund gefunden hat. Tom Keefer war vor einigen Jahren wegen Mordes verurteilt worden und konnte damals vor seiner geplanten Hinrichtung entkommen – und niemand wusste, wohin. Die ganze Zeit hat Tom in dem Sumpf fernab der Zivilisation ausgeharrt und sich der harten Natur nach und nach angepasst. Ben ist zunächst schockiert und ängstigt sich vor dem Verurteilten, und auch Tom ist sich unsicher, ob der junge Mann ihn nicht verraten wird. Schließlich befreunden sich die beiden Männer. Nach anfänglichem Zögern zeigt Tom Ben den Weg aus der Wildnis.
In der folgenden Zeit machen Ben und Tom ein Geschäft mit Wildtierfellen, wobei Tom die Tiere jagt, während sie Ben dann im nahegelegenen Dorf verkauft. Tom will mit seinem Anteil am liebsten seiner jungen Tochter Julie, die im Dorf bei dem Ehepaar McCord unter falschem Namen lebt, eine vernünftige Bildung ermöglichen. Der unerfahrene Ben präsentiert sich im Dorf als Erleger der großen Tiere, was bald für Zweifel sorgt. Gegenüber seiner Freundin Mabel deutet er an, dass es im Sumpf einen zweiten Mann gebe. Als Ben einige Zeit im Sumpfgebiet bleibt, geht Mabel mit einem anderen Mann aus. Ben ist eifersüchtig und will sich rächen, indem er mit Julie zu einem Ball geht. Diese stellt sich, erstmals durch Ben mit vernünftiger Kleidung und Frisur ausgestattet, als Schönheit heraus. Auf dem Ball kommt es zu einer Prügelei zwischen Ben und Mabels Ausgehpartner Miles. Mabel hält auf einmal wieder zu Ben, doch dieser hat ihren unehrlichen Charakter erkannt und wendet sich Julie zu.
Mabel deutet den anderen Dorfbewohnern an, dass Ben einen Partner im Sumpfgebiet habe und sie vermute, dass es sich dabei um Tom Keefer handelt. Ben gerät in schwere Bedrängnis und wird bei seinem Verhör durch die brutalen Brüder Dorson beinahe im Fluss ertränkt. Das Einschreiten seines Vaters rettet ihn, doch fortan ist Ben im Dorf ein gebrandmarkter Außenseiter. Thursday und seine Frau Hannah befinden sich unterdessen in einer Ehekrise, da Hannah durch den Dorfbewohner Jessie Wick belästigt wird und Thursday diesen bei erneuter Rückkehr erschießen würde. Ben will vermitteln und sucht deshalb Jessie Wick auf. Hierbei bemerkt er, dass Wick Andenken an den Prozess gegen Tom Keefer aufhebt, bei dem er und die Dorson-Brüder die Hauptbelastungszeugen waren. Ben zwingt Wick dazu, vor dem Sheriff die Wahrheit zu sagen: Wick beobachtete den Mord der Dorson-Brüder wurde von ihnen bedroht, für sie eine Falschaussage zu machen.
Der Sheriff bittet daraufhin Ben, den entlasteten Tom Keefer aus dem Sumpf zu holen. Dieser ist zunächst unschlüssig, ob er Ben glauben und ob er sich überhaupt noch einmal den Menschen zuwenden soll, von denen er so bitter enttäuscht wurde. Die Dorson-Brüder wollen ihre Haut retten, indem sie Ben und Tom aus dem Weg räumen, und überfallen sie bei ihrem Weg aus der Wildnis. Tom glaubt zunächst, dass Ben ihn betrogen habe, doch als dieser sein Leben riskiert, erkennt er dessen Aufrichtigkeit. Gemeinsam locken sie die Brüder in eine Falle, wobei Bud Dorson im Sumpf versinkt. Tom schenkt Tim Dorson seine Freiheit, doch der muss er nun wie zuvor Tom als Gejagter im Sumpf leben. Ben kann den immer noch zweifelnden Tom dazu überzeugen, wieder in das Dorf zurückzukehren, und vereint ihn mit seiner Tochter Julie.

## Hintergrund
Da die Nationalsozialisten Frankreich unter ihre Kontrolle gebracht hatten, emigrierte Regisseur Jean Renoir in die Vereinigten Staaten und wandte sich nach Hollywood. Das Budget seines ersten amerikanischen Filmes lag bei rund 600.000 US-Dollar, damals ein durchschnittlicher Wert für eine Hollywood-Produktion. Der Film verzichtete auf große Stars, sondern setzte zwei renommierte Charakterdarsteller (Walter Brennan und Walter Huston) sowie zwei relativ am Anfang ihrer Karriere stehende Schauspieler (Anne Baxter und Dana Andrews) ein. Obgleich Andrews die eindeutig größte Rolle des Filmes hat, wird der Schauspieler nur an vierter Stelle im Vorspann genannt.
Die Verantwortlichen bei 20th Century Fox waren überrascht, dass Renoir für seinen Film ein uramerikanisches Sujet wählte. Allerdings entstanden zu dieser Zeit einige Filme in Hollywood – etwa Früchte des Zorns, Tabakstraße und Von Mäusen und Menschen –, die auf die anhaltende Misere der amerikanischen Landwirtschaft und die Armut der Landbevölkerung aufmerksam machten. Das Thema passte insofern, als dass Renoir mit einem solchen sozialen und gesellschaftlichen Bewusstsein an seine französischen Filme anknüpft. Renoir inszenierte den Film in einer harschen, feindseligen Atmosphäre mit dem jungen Ben als zentraler Figur, die sich von den von Brennan und Huston gespielten Vaterfiguren emanzipieren muss. Dabei erinnert seine Inszenierung an Western oder frühe amerikanische Film noirs.
Wie üblich zu dieser Zeit wurde die Mehrzahl der Szenen in den Hollywood-Studios gedreht, aber – was nicht selbstverständlich war – es wurden auf Druck von Renoir auch Szenen vor Ort in Georgia aufgenommen. Renoir und sein teilweise aus Frankreich mitgebrachtes Team hatten Schwierigkeiten, sich an die Effizienz und Schnelligkeit des Filmemachens in der Filmfabrik Hollywood zu gewöhnen. Renoir schreibt in seiner Autobiografie, dass er von Studioboss Darryl F. Zanuck einmal morgens gefeuert und am selben Tag wieder eingestellt wurde. Am Ende wurde Renoir zwar als Regisseur im Vorspann genannt, aber einige Szenen wurden auch von Irving Pichel – insbesondere die vor Ort in Georgia gedrehten – inszeniert. Pichel war ursprünglich nur als Regieassistent in das Projekt gekommen, da er Renoir wegen dessen Schwierigkeiten mit der englischen Sprache bei Dialogen und Schauspielführung unterstützen sollte, doch letztlich hatte Pichel so viel gemacht, dass er im Filmvorspann eine Nennung als Produzent erhielt. Renoir erklärte später, dass der Film am Ende sehr weit von seiner persönlichen Vision entfernt gewesen sei.
Die schwierige Zusammenarbeit zwischen 20th Century Fox und Renoir an Swamp Water führte dazu, dass beide Seiten sich entschlossen, den Vertrag einvernehmlich aufzulösen. Trotz dieser Turbulenzen wurde der Film an den Kinokassen zu einem kommerziellen Erfolg. In Westdeutschland war der Film erst 1979 erstmals zu sehen. Als Titelmelodie, die im Verlaufe des Filmes mehrfach aufgegriffen wird, ist das legendäre amerikanische Volksstück Red River Valley verwendet worden. Red River Valley war bereits im Vorjahr in Früchte des Zorns, dem ebenfalls von 20th Century Fox produzierten Film von John Ford, eingesetzt worden. Einige der Schauspieler im Film sind ebenfalls als Schauspieler aus John-Ford-Filmen bekannt, darunter Walter Brennan, Ward Bond und John Carradine, sodass man hier möglicherweise eine Hommage von Renoir an Ford erkennen kann.
1952 entstand unter Regie von Jean Negulesco eine Neuverfilmung von Bells Roman: In Lockruf der Wildnis (Lure of the Wilderness) war Walter Brennan erneut in der Rolle des in den Sumpf geflüchteten Mannes zu sehen. Jean Peters spielte dessen Tochter und Jeffrey Hunter war als Ben zu sehen.

## Kritiken
Der Filmdienst meint: „Im Mittelpunkt steht die Gegenüberstellung ländlicher Zivilisation und primitiver Wildnis. Atmosphärisch streckenweise dicht und überzeugend gestaltet, erscheint die Moral von der Schlechtigkeit menschlicher Zivilisation doch etwas naiv.“
Dave Kehr besprach den Film im Jahr 2012 in der New York Times anlässlich einer Blu-ray-Veröffentlichung. Er befand, dass die erste Szene des Filmes mit dem Totenkopf auf einem Holzkreuz als Warnung im Sumpf sehr morbide für den sonst häufig „warmen und optimistischen Renoir“ sei. Möglicherweise spiegele sich in diesen Tönen die damalige Weltlage wider. Swamp Water sei vielleicht nicht der Film geworden, den Renoir ursprünglich habe machen wollen, das Resultat sei aber dennoch „faszinierend“. Jonathan Rosenbaum war ähnlicher Meinung, der Film besitze trotz der stark eingeschränkten kreativen Freiheit seines Regisseurs „gewisse Schönheiten und Freuden“ und die Darstellung der kleinen Dorfgesellschaft sei ebenfalls denkwürdig.